# Luís III, o Cego
Luís III, o Cego (Autun, 880 - Arles, 28 de junho de 928) foi Rei da Provença, Rei da Itália e Imperador dos Romanos.

Território de Luís III, o Cego em 898

Ele era o filho de Bosão da Provença e neto materno do Imperador Luís II da Germânia "o Jovem" (825 – 875). Sucedeu ao seu pai no trono de Provença após a morte deste em 887.
Em 901 foi coroado imperador pelo Papa Bento IV. No ano de 900 havia derrotado Berengário I (845 - 7 de abril de 924), na Itália com o objetivo de tirar os seus bens. Dois anos mais tarde foi derrotado por Berengário, que apesar de tudo o deixou partir em paz, obrigando-o no entanto a prometendo não voltar aos seus domínios. Luís III em 905 quebrou a sua promessa e voltou a confrontar Berengário. Tendo sido traído foi novamente derrotado, sendo desta vez capturado e cegado às mãos de Berengário I. Luís derrotado perdeu o título imperial naquele mesmo ano.

## Relações familiares
Foi filho de Bosão da Provença (844 - 11 de janeiro de 887) e de Irmengarda de Itália (852 - 22 de junho de 896). Foi casado por duas vezes, a 1ª com Ana de Constantinopla também conhecida como Ana da Macedónia (885 - 912), filha do imperador Leão VI, o Sábio (19 de setembro de 866 - 11 de maio de 912) e de Zoé Zautsina (870 - 899), filha de Estiliano Zautzes, com quem teve:
1. Carlos Constantino de Viena (902 - 962), conde de Viena casado com Tiberga de Troyes (? - 960), filha de Guerner de Troyes (? - 924), conde de Troyes e de Teutberga de Arles (887 - setembro de 948).

O 2ª casamento foi com Adelaide da Borgonha, filha de Rodolfo I da Borgonha e de Vila I da Borgonha, de quem teve:
1. Rodolfo I da Borgonha também denominado como Rudolfo de Niederburgund (? - 19 de março de 929).

## Bibliografa
- Reuter, Timothy, The New Cambridge Medieval History, Vol. III: c. 900-c. 1024, Cambridge University Press, 2000.
- Duckett, Eleanor (1968). Death and Life in the Tenth Century. Ann Arbor: University of Michigan Press.
- Previté Orton, C. W. "Italy and Provence, 900-950." The English Historical Review, Vol. 32, No. 127. (Jul., 1917), pp 335–347.
- Comyn, Robert. History of the Western Empire, from its Restoration by Charlemagne to the Accession of Charles V, Vol. I. 1851.
- Mann, Horace, K. The Lives of the Popes in the Early Middle Ages, Vol III: The Popes During the Carolingian Empire, 858-891. 1925.
- Mann, Horace, K. The Lives of the Popes in the Early Middle Ages, Vol IV: The Popes in the Days of Feudal Anarchy, 891-999. 1925.